# Valget til Rigsrådets Folketing 1865
Der afholdtes valg til Rigsrådets Folketing 3. maj 1865. Det var det andet og sidste valg til Rigsrådets Folketing før det blev nedlagt i 1866. Det første valg til Rigsrådets Folketing var 5. marts 1864. Der valgtes 101 medlemmer af Folketingets 130 medlemmmer i enkeltmandskredse i Danmark .

## Resultat
| Parti                    | Stemmer i alt | Procent | Mandater | +/- |
| ------------------------ | ------------- | ------- | -------- | --- |
| Højre                    |               |         | 4        | -7  |
| Mellempartiet            |               |         | 20       | -   |
| De Nationalliberale      |               |         | 20       | -20 |
| Det Nationale Venstre    |               |         | 20       | -   |
| Det Folkelige Venstre    |               |         | 17       | -   |
| A.F. Tschernings Venstre |               |         | 15       | -   |
| Uden for gruppe          |               |         | 5        | -6  |
| Total                    |               |         | 101      |     |